# Silverfröpumpa
Silverfröpumpa (Cucurbita sativus) är en art i familjen gurkväxter.